# Fujiwara no Hamanari
Fujiwara no Hamanari (藤原浜成, [[[724]] - 790] Erro: {{japonês}}: texto da transliteração contém caractere não latino (pos 17) (ajuda))  foi um poeta e membro da Corte do período Nara da história do Japão Era filho de Fujiwara no Maro , sua mãe era Uneme de Yakami no Kori , da Província de Inaba , que é, provavelmente, a mesma pessoa que teve um caso famoso com Aki no Okimi .  Alcançou o posto de Ju san-mi (従三位, conselheiro de terceiro escalão) e o cargo de Sangi . Foi o segundo líder do ramo Kyōke do Clã Fujiwara ( Casa de Quioto ou  Casa da Capital). 

## Vida
Como o herdeiro de seu pai Maro, o fundador do ramo Kyōke , Hamanari foi uma figura central do ramo. No entanto, bem mais jovem do que os segundos líderes dos outros ramos: Nanke , Hokke e Shikike, isso foi sempre atrapalhou seu desenvolvimento.
Em 751 foi conferido posto de Jū go i ge (従五位下, oficial júnior de quinto escalão). No reinado da Imperatriz Koken (749 - 758 e 764 - 770) , ocupou cargos de alto nível em vários ministérios, mas a sua promoção estagnou nesse posto até a rebelião de Fujiwara no Nakamaro em 764. Hamanari apoiou a Imperatriz no conflito, e foi promovido a Ju shi i ge (従四位下, oficial júnior de quarto escalão) um mês depois. Ocupou o cargo de diretor do Gyōbu-Sho e em 772 foi promovido a Ju shi i jō (従四位上, oficial sênior de quarto escalão) com o cargo de Sangi , juntando-se às fileiras do Daijō-kan .
Em 773, o imperador Konin deserdou o príncipe herdeiro Osabe ( 他戸親王 ), e de acordo com o livro Mizukagami do rekishi monogatari, Hamanari se opôs  ao  candidato de Fujiwara no Momokawa , o Príncipe Yamabe, o futuro imperador Kanmu, em favor de seu irmão por outra mãe, com o fundamento de que a mãe de Yamabe era descendente de imigrantes de Baekje .
A pesar disto, Hamanari foi constantemente promovido na corte de Konin: em 774 para Sei shi i ka (正四位下, conselheiro de quarto escalão júnior) , em 775 a Sei shi i jō (正四位上, conselheiro de quarto escalão sênior) , e em 776 a Ju san-mi (従三位, conselheiro de terceiro escalão) .
Em 781, após o Imperador Kanmu assumir o trono, Hamanari assumiu o cargo de Dazai no Sôtsu, em Dazaifu, distante da capital . Dois meses depois, foi rebaixado, teve seus subordinados reduzidos de dez  para três e seu salário reduzido em dois terços, foi-lhe ordenado que devia parar de exercer as suas funções e deixá-las a cargo de um dos subordinado . Em 782, um filho adotivo de Hamanari,  Higami no Kawatsugu se rebelou. Hamanari foi implicado e despojado de sua alta posição de Sangi. Depois disso deixou de ter um papel central no governo. Hamanari morreu em Daizaifu em 790, aos 66 anos de idade.
Hamanari escreveu o Kakyō Hyōshiki (歌経標式) um texto sobre a poética japonesa  encomendado pelo imperador Konin e concluída em 772 .
| Precedido por Fujiwara no Maro | -- 2º Líder do Kyōke Fujiwara (737-790) | Sucedido por — |